# ریزکاو الکترونی

ریزکاو الکترونی (انگلیسی: Electron microprobe) یا میکروپروب الکترونی وسیله‌ای برای تجزیهٔ شیمیایی است که در آن از باریکهٔ بسیار متمرکزی از الکترون برای برانگیختن و گسیل پرتوهای ایکس از نقطه‌ای انتخابی در نمونهٔ مشخصی استفاده می‌شود؛ ترکیب شیمیایی نمونه را از روی بیناب پرتوهای ایکس معین می‌کنند.